# Penny Mordaunt
Penelope Mary "Penny" Mordaunt ['mɔːrdənt], född 4 mars 1973 i Torquay, Devon, är en brittisk konservativ politiker. Hon var landets första kvinnliga försvarsminister under 2019 samt lordpresident 2022–2024. Hon var parlamentsledamot för valkretsen Portsmouth North 2010–2024.